# Kalyan
Kalyan es una ciudad ubicada en el distrito de Thane del estado de Maharashtra, India. Tiene el estatus de taluk en el distrito. Es parte del área metropolitana de Mumbai y está incluida en la ciudad conjunta Kalyan-Dombivli.

## Historia
Kalyan, en la costa oeste de Maharashtra, ha sido una de las principales ciudades comerciales de la India peninsular desde la antigüedad. Esta ciudad es mencionada en el libro 'Periplus del Mar Eritreo' con el nombre de Calliana. Según la inscripción Junnar del año 124 d. C., Kalyan era un importante puerto y ciudad para el comercio exterior. Según un escritor griego del siglo VI d. C., Kalyan era uno de los seis centros comerciales famosos de aquella época. Desde Kalyan se comerciaba con bronce, madera y tela. En el siglo XIV, los musulmanes la llamaron Islamabad. Fue capturada por los portugueses en el año 1536 d. C. En 1674 d. C., Chhatrapati Shivaji Maharaj dio permiso a los británicos para establecer una fábrica aquí. En 1780 d. C., los británicos tomaron el control de Kalyan.